# M3～其為黑鋼～
《M3～黑色鋼鐵～》（日语：M3～ソノ黒キ鋼～）為2014年4月21日起東京都會電視台開始播放的日本電視動畫，另外有NICONICO生放送等網路隔日放送。本作於中國大陸由爱奇艺和優酷提供網絡串流播放服務，同時DAISUKI於同年四月二十八日起提供全球除中國大陸與日本以外的中英文字幕版本串流播放。
2014年3月13日正式發表。

## 故事背景
這世界上存在一個類似黑洞，能夠奪去一切物質的-「無明領域」。
隨著無明領域的發生，無數被稱為「戒者」（imashime）的異形生物就會蠢蠢欲動，伺機要把人類拉進絕望的深淵。
在這個混沌的世界裡，有8名少年少女被召集起來，共同調查無明領域的秘密、抵抗異形生物的入侵。
在危機之中，現在與過去的命運複雜地交錯著，他們是否能夠帶來光明的救贖呢？
全人類只能倚靠這最後一絲希望了……

## 登場角色

### 無明領域第一期特別調查隊
鷺沼赤司（聲：松岡禎丞、井上麻里奈（幼少））
木神學園二年級生，無明領域第一期特別調查隊的成員。神隱孩子之一。
在學園裏很受同學跟後輩歡迎，之後作為死神（銀）的駕駛員。在後期表示喜歡篠目，而篠目也喜歡赤司，但赤司卻把篠目與鶇搞混，在後期因為篠目屍鋼化而自願成為三號機MA-VESS界聯系統（赤紅），而沒遵守約定等待赤司打敗軀回歸，當看到已成為三號機MA-VESS界聯系統（赤紅）的篠目，在無明領域裡心神崩潰而爆走毀了軀的身體，最後在無明領域裡被鶇救時一直誤把鶇當成篠目(當時還未想起鶇的一切)，所以赤司真正喜歡的人目前還是個謎，雖然第16話裡鶇說赤司真正喜歡的人是她自己，不過還是要等赤司回想起過去的情感才能真正知道喜歡的是誰。第17话已对变成赤红界联系统的出羽告白，表示不想失去出羽，并因为想保护出羽而完成了与死神的最高连结。
第21话青司为保护笠音战死，导致银报废。后其觉醒了自身强大的共信能力，凭借一己之力和银合为一体，与真木展开决战。在最後一集与篠目共信，两人终得再触彼此温暖。无明消失后，偶遇鸫时，对鸫能放下怨恨，回归到正常生活感到欣慰。结尾去看望正在接受尸钢化治疗，尚未苏醒处于“植物人”状态的篠目。病房中，二人通过共信静静相伴。在故事快要结束时，终于等到了篠目苏醒过来，并看到她微笑着对自己摆出“....喜....欢....”的口型。其内心无数想要向对方倾诉的种种霎那交织，遂再也无法忍住，流下了苦尽甘来的泪水。
破先艾米露（聲：日笠陽子）
九久智學園派遣的清潔員，其後被選為預備機師。無明領域第一期特別調查隊的成員。神隱孩子之一。常常主動跟赤司搭訕，明顯對赤司有好感。
於第五集中全身組織屍鋼化，換言之即為死亡，其後被制成二號機MA-VESS的界聯系統（黑貂）。死前曾希望鹭沼赤司能打倒骸。在无明领域中被骸带走后下落不明，在赤司暴走时为阻止赤司以自身意识操控二号机出现，之后和真亚梦成功联接。神隐孩子之一。第24话与真亚梦达至完全共信。无明消失后，接受尸钢化治疗。在真亚梦的陪伴下逐渐恢复。当真亚梦为其讲故事时，嘴角露出一抹浅笑，已从“植物人”的状态中苏醒过来。
出羽篠目（聲：小岩井小鳥）
無明領域第一期特別調查隊的成員，在機師特訓班說明會場沒有到場。與鶇跟皆志皆為神隱一族，是鶇的親妹妹。神隱孩子之一。
第八集中手臂出現了屍鋼化的症狀，喜歡赤司，為了保護在無明領域內的赤司，放棄與赤司的約定，在十三集尚未全身屍鋼化前自願成為三號機MA-VESS界聯系統（赤紅），與皆志約定一同守護赤司。
第17话已被赤司告白，然而沉睡在赤红中的她却不知能否听见。此后一直被真木摆弄。于23话想要阻止真木而主动停机。第24话其终于听到了赤司的呼唤，与赤司共信，两人终得再触彼此温暖。后与大家一起阻止了真木。在第24话劇末中接受屍鋼化治療，尚未甦醒而處於「植物人」狀態，在第24话的最後一幕時對赤司說“喜歡”。
波戶岩人（聲：前野智昭、佐藤利奈（幼少））
木神學園二年級生，無明領域第一期特別調查隊的成員。神隱孩子之一。
霞來夏（聲：矢作紗友里）
VESS的試駕員，無明領域第一期特別調查隊的成員，稱戒者為「紅大便」。神隱孩子之一。
真木皆志（聲：柿原徹也、津田美波（幼少））
無明領域第一期特別調查隊的成員，在機師特訓班說明會場沒有到場。神隱孩子之一。與鶇跟篠目皆為神隱一族。與三號機MA-VESS界聯系統（赤紅）(篠目)完全同步。在23话中，因为笹目主动停机而身体出现尸钢化。利用鸫，想要借助无明石的力量使所有人合为一体，满足自我。第24话被众人阻止。无明消失后，接受尸钢化治疗。与鸫在共信治疗时向其倾诉忏悔，鸫亦紧握其手聆听。获救赎终焉。
弓月真亞夢（聲：福圓美里）
木神學園一年級生，無明領域第一期特別調查隊的成員。神隱孩子之一。非常膽小，喜歡寫獵奇小說，但卻周遭的人發生了與小說類似的情節，而常常自責內心也跟著越來越軟弱，在後期因伊削屍鋼化，而決定嘗試二號機MA-VESS「黑貂」，但連開始連結都還沒就因自身的恐懼而失敗，最後因看到以前小時候艾米露在自己的日記上寫的字，決定鼓起勇氣再次嘗試，最後與艾米露的心神交流中，互相敞開了心扉，而終於與二號機MA-VESS「黑貂」(艾米露)完全同步。
伊削兵斗（聲：村瀨步、種田梨沙（幼少））
無明領域第一期特別調查隊的成員，在機師特訓班說明會場沒有到場，他在很久以前把自己的家人全部殺光。
動畫第七集使二號機MA-VESS「黑貂」覺醒，但實際上並未真正被黑貂(艾米露)接受。在第一次勘察无明领域中受到精神刺激，被骸带走后和二号机一起下落不明，现在因为身体尸钢化接受治疗中。

### IX
阿倉香實（聲：前田愛）
研究員。鷺沼青司的女友。在IX中協助夏入進行各事項。
夏入（聲：飛田展男）
研究員。最喜歡吃甜的東西。
理論假說發表時不被看好，後遇上美明而得以進行研究計畫。

### 其他
鷺沼青司（聲：檜山修之）
赤司的哥哥。年幼時便能發揮自己的才能滿足雙親的期待，在赤司於無明領域回來時關係開始疏遠。於19歲時被採用為無明領域的調查員，其後在雙親因事故死亡之際，為了守護赤司而成為其監護人。
作為調查員時十分優秀。於無明領域調查時乘搭裝有對無明領域用的防護機能的試驗機「白金」，其後失蹤，被宣稱為死於無明領域內。事實是於無明領域調查時被攻擊，其後因防護機能未完善的關係而出現幻覺、意識混濁及記憶混亂等症狀，最後被「屍鋼化」，但在仍然活著的情況下返回IX本部，並迅速答應夏入將其變為界聯系統（L.I.M.）的要求。最後被製成MA-VESS「銀」的界聯系統。
於第21話真正死亡。為保護香實免被戒者吞噬而控制了銀並不斷攻擊該戒者，最後成功殺死戒者，但亦令自己戰死。戰死的同時亦導致銀失去界聯系統而報廢。
須崎（聲：井上麻里奈）
由政府派遣的自衛官。
真木美明（聲：佐藤利奈）
皆志的姐姐，擁有與他人用心靈感應來交談的能力。
憧憬無須言語便能溝通的世界，為了能使島民不必隱居而支持夏入的研究計劃，帶他進入讀島。
胸前的鑰匙後來為夏入所戴。
鶇（聲：小岩井小鳥）
出現在軀旁的神祕少女。樣貌與篠目極為相似，實際上是篠目的姐姐。喜歡赤司。過去也是「神隱的孩子之一」。
軀被擊敗後救起了受傷的赤司。似乎不能說話，但能用類似心電感應的能力將想表達的話直接輸入對方腦裡，但卻不能讀取別人心聲（但可以讀取同是神隱的皆志），不過如果對方信任自己，便能聽到對方的心聲。
出身於神隱一族。在神隱一族被IX燒村後，為復仇而被命令與篠目及皆志把軀帶至東京，之後便開展無明石祭祀。在儀式進行時因赤司、艾米露、岩人、來夏及真亞夢等人的誤入而險些暴露。其後與在避難時與家人失散的赤司等人成為朋友。在一次玩踢罐子時，當時自己是當鬼，而這時其他人卻意外踏入了已崩壞的外界。眾人因看到外界的樣貌而產生恐懼且各自逃竄，而知道真相的篠目與皆志則因擔心大家在無明領域的久久能樹範圍外而無法負荷，決定去找大家並每個人口袋各放一顆能夠暫時抵抗戒縛入侵的久久果，最後大家還是各自走散。雖然有在聚集起來，但因此這個意外導致大家把自己給遺忘了。在過去赤司曾經向自己約定要永遠留在自己身邊，卻發生了這種意外，導致鶇認為大家丟下了自己背叛了自己。
於第24話聽到了軀的哭泣，才明白是軀一直在保護她，承受她的痛苦並為她戰鬥。最後為軀而懺悔，放下了所有怨恨。無明領域消失後便回歸到正常生活。結尾作為皆志的共信搭檔幫助其治療屍鋼化，並握住他的手聆聽其傾訴懺悔。在看望妹妹時向其道歉，並對其感到愧疚。在故事結束時與新生的軀一同坐在樹上，迎著陽光。

## 用語
無明領域
10年前於東京出現、直徑數十公里的黑色空間。出現的理由及科學法則皆不明。於無明領域內，不論生物及非生物皆會被「屍鋼化」。此外，在無明領域的影響下，人類會出現強烈的幻覺、意識混濁及記憶出現混亂等症狀，最終會喪失自我。
發生初期因無明領域的自我擴張速度較慢，避難對應的工作還能展開，因此當時東京的遇難人口比例較少。但因失蹤者超過50萬，大量市民前往東京都鄰近附近的縣市避難，導致總受影響人數超過4000萬人，使東京作為首都的機能被破壞，而日本的政治以及經濟活動亦受到相當大的打擊。
日本、世界各國以及各個機關都曾經幾度進入無明領域進行調查，但每次皆出現有調查隊成員遇難的結果。現時，無明領域外圍邊緣地區至數公里外的範圍為緩衝地帶，禁止任何人進入。第零種特殊災害認定區域。
於本作出現的「久久能樹」能抑制無明領域。在久久能樹範圍內戒缚無法入侵，而它的果實久久果在在久久能樹範圍外，可以暫時抵抗戒缚入侵。
屍鋼
於無明領域內以及其影響下，因未知的力場現象使生物及非生物的構成物質改變，並變成或生成類似金屬結晶的物質。
生物被感染後，感染部位及精神的感覺會變得敏銳。
戒者
普遍被認為是死者留下的負面情感與無明領域反應的產物，但實際上活人的強烈情感亦能產生。
由金屬結晶聚合而成，即使受到攻擊也可立即修復，必須把特制的釘射入要害才能將其消滅。
骸
被稱為「無明領域」的看門人。
有傳言指聽到「軀」的歌聲的人會於九日內死去。
實際上軀是讀島島民為了報復想要毀了他們一族的人們而將軀復活。
神隱孩子
10年前從無明領域中離開並平安生還的奇跡之子。
讀島
篠目、皆志及鶇出生地。保管軀的核心的地方，因被無明石保護而沒有於地圖顯示位置。居於讀島的一族擁有能利用心靈感應來交談的特殊能力，且信奉著無明石。
10年前，因皆志的姊姊美明向夏入透露了島民能用心靈感應來交談的事，並曾帶領夏入進島，夏入亦於島上建立了IX的研究設施。其後夏入為證明自己的理論，率領大量IX的人強行帶走大量島民。島民被帶至IX的相關設施，被夏入用作人體實驗以證明其理論。最後被帶走的島民皆因接受人體實驗的關係而全部死亡，只有少部份沒有被帶走的島民生存。同時夏入為消滅曾經進行非法人體實驗的證據而進行燒村。其後仍生存的島民為了向毀滅他們的人們復仇而將驅復活，並由篠目、皆志及鶇三人把驅帶至東京，進行無明石祭祀後便產生了無明領域。
島上種植了大量久久能樹，在10年前被燒村後全部枯萎。
復興支援企業體IX
以川田原市九字町為本部所構成的企業體，有眾多企業參與。主要目的為復興因無明領域而遭受沉重打擊的日本的產業及經濟，主要從事製造業。
Gargouille
無名領域特別調查隊的駕駛員培訓組織。
Vess
通用多臂重型機器，為一個半人形機器人。由IX開發並販售於市面上。
久久能智學院已使用此機器來進行競賽等，而在學的學生也用以作為考試用。
Gargouille 使用的調查訓練機為應對戒者已經改造過設備。
MA-Vess
用於調查無明領域內部的極限環境作業用機體。
搭載有保護搭乘者不受無明領域各種現象影響的機能，是調查隊的實戰裝備。雖然原因不明，但擁有可以變化為3種不同形態的變形機能。
銀
一號機，MA-Vess的原型機。由赤司駕駛，L.I.M 中為青司。
黑貂
二號機。原本由兵斗駕駛，在後期則改由真亞夢駕駛，L.I.M 中為艾米露。
赤紅
三號機。由皆志駕駛，L.I.M 中為篠目。最後一集被皆志拒絕後不久改由赤司駕駛。
白金
由青司駕駛的 MA-Vess 前原型機。

## 製作人員
- 原作 - 佐藤順一、岡田麿里、SATELIGHT、創通、BANDAI NAMCO Games、Mag Garden
- 原案 -「Mortal METAL 屍鋼」漫畫：貞松龍壹（Mag Garden刊）
- 監督 - 佐藤順一[2]
- 副監督 - 安田賢司
- 系列構成 - 岡田麿里[2]
- 人物原案 - 鬼軍曹（オニグンソウ）
- 動畫人物設計 - 井上英紀
- 機械設計 - 河森正治[2]、Stanislas Brunet、宮崎真一、渭原敏明、鈴木雅久、川原智弘
- 道具設計 - 沖田宮奈、秋篠Denforword日和
- 總作畫監督 - 井上英紀、田中紀衣、今西亨
- SF設定 - 宮崎真一
- 美術設定 - 古宮陽子、湖山真奈美、吉崎正樹、末武康光
- 美術監督 - 古宮陽子
- 色彩設計 - 谷本千繪
- CG製作人-
- CG總監 - 森野浩典
- 攝影監督 - 本間綾子
- 編輯 - 坪根健太郎
- 音響監督 - 濱野高年
- 音響製作 -
- 音樂 - 咲田一
- 音樂製作 - flying DOG
- 音樂製作人 - 福田正夫、佐藤正和
- 主製作人 - 武藤譽、後藤能孝、岩本昌子
- 製片人 - 松村俊輔、塚中健介、山村昌平、吉田健人
- 動畫製作人 - 金子文雄
- 動畫製作 - SATELIGHT[3]、C2C
- 製作 - M3 Project

## 主題曲
片頭曲
「Re：REMEMBER」（第1話－第13話）
作詞：藤林聖子
作曲、編曲：NAOKI-T
主唱：May'n
（第14話－）
作詞、主唱：坂本真綾
作曲、編曲：内澤崇仁
弦樂編曲：内澤崇仁、石塚徹
片尾曲
「ego-izm」（第1話－第13話）
作詞、作曲、編曲、演奏、主唱：la la larks
弦樂編曲：江口亮、石塚徹
「SABLE」（第14話－）
作詞、主唱：
作曲、編曲：WEST GROUND
插曲
（第1話、第2話、第4話、第8話－第10話、第12話－第13話）
作詞：岡田麿里
作曲：
（第17話）
作詞：藤林聖子
作曲、編曲：NAOKI-T
主唱：May'n

## 各話列表
| 話數       | 日文標題 | 中文標題          | 劇本       | 分鏡     | 演出              | 作畫監督                                             | 機械作畫監督 | 總作畫監督        |
| ---------- | -------- | ----------------- | ---------- | -------- | ----------------- | ---------------------------------------------------- | ------------ | ----------------- |
| 第一話     |          | 降星之夜          | 岡田麿里   | 佐藤順一 | 安田賢司          | 畑智司、大河內忍 坂本俊太                            | 渭原敏明     | 井上英紀          |
| 第二話     |          | 被死神擁抱        | 岡田麿里   | 安田賢司 | 安田賢司 前園文夫 | 鹽川貴史、森悅史 竹田欣弘、陣內美帆 石田啟一、館崎大 | 渭原敏明     | 田中紀衣          |
| 第三話     |          | 過去的綻放        | 大西信介   | 安田賢司 | 重原克也          | 森田實、山村俊了 小澤圓、小田真弓                    | 渭原敏明     | 今西亨            |
| 第四話     |          | 混合有危險        | 鴨志田一   | 田所修   | 若野哲也          | 田中紀衣                                             | 渭原敏明     | 田中紀衣          |
| 第五話     |          | 心壑難填          | 岡田麿里   | 大河直道 | 大河直道          | 鹽川貴史、大河内忍 坂本俊太、畑智司                  | 渭原敏明     | 井上英紀          |
| 第六話     |          | 消逝的恐懼        | 小柳啟伍   | 下田正美 | 岩本保雄          | 橫山沙弓、芳賀亮 河井淳、齋藤温子 鈴木光             | 渭原敏明     | 田中紀衣          |
| 第七話     |          | 孤獨的指揮棒      | 大西信介   | 伊藤達文 | 伊藤達文          | 伊藤真理子                                           | 渭原敏明     | 今西亨            |
| 第八話     |          | 無謀禁域          | 鴨志田一   | 安田賢司 | 齋藤德明          | 島田英明、小田武士 KIM HYUNOK                        | 渭原敏明     | 田中紀衣          |
| 第九話     |          | 蒼藍鋼心          | 小柳啟伍   | 田所修   | 清水一伸          | 畑智司、大河内忍 坂本俊太、鹽川貴史                  | 渭原敏明     | 井上英紀          |
| 第十話     |          | 君之歌            | 大西信介   | 下田正美 | 千葉大輔          | 橫山紗弓、芳賀亮 YOO HYUNJIN                         | 渭原敏明     | 田中紀衣          |
| 第十一話   |          | 赤之慟刻          | 岡田麿里   | 大河直道 | 大河直道          | 藤本悟、前澤弘美 松本弘                              | 渭原敏明     | 今西亨            |
| 第十二話   |          | 牽繫兩人之物      | 和場明子   | 佐藤順一 | 岩本保雄          | 鈴木光、福永純一                                     | 渭原敏明     | 田中紀衣          |
| 第十三話   |          | 獸之咆哮          | 小林英造   | 安田賢司 | 筑紫大介          | 大河內忍、坂本俊太 鹽川貴史、畑智司                  | 渭原敏明     | 井上英紀          |
| 第十四話   |          | 思念的殘響        | 大西信介   | 西澤晉   | 神原敏昭          | 、芳賀亮 津熊健德                                    | 渭原敏明     | 田中紀衣          |
| 第十五話   |          | 未明的殘心        | 岡田麿里   | 伊藤達文 | 伊藤達文          | 伊藤真理子                                           | 渭原敏明     | 伊藤真理子        |
| 第十六話   |          | 一起的約定        | 大河內一樓 | 若野哲也 | 若野哲也          | 西野文那                                             | 渭原敏明     | 田中紀衣          |
| 第十七話   |          | 無明之光          | 小柳啟伍   | 佐藤順一 | 矢吹勉            | 橫山紗弓                                             | 渭原敏明     | 田中紀衣 飯島弘也 |
| 第十八話   |          | 讀島的真相        | 鴨志田一   | 西澤晉   | 清水一伸          | 畑智司、坂本俊太 大河內忍、福世真由美 鹽川貴史       | 渭原敏明     | 井上英紀 今西亨   |
| 第十九話   |          | 黑之入日          | 大西信介   | 下田正美 | 千葉大輔          | 河井淳 Kim Myoung Sim                                | 渭原敏明     | 田中紀衣 今西亨   |
| 第二十話   |          | 愛之重音          | 和場明子   | 西澤晉   | 岩本保雄          | 西野文那                                             | 渭原敏明     | 田中紀衣          |
| 第二十一話 |          | 當你面對終焉初啼  | 鴨志田一   | 齋藤德明 | 筑紫大介          | 福士真由美、大河內忍 鹽川貴史、坂本俊太 畑智司       | 渭原敏明     | 清水貴子          |
| 第二十二話 |          | 光、以及光        | 小林英造   | 西澤晉   | 神原敏昭          | 齊藤溫子、橫山紗弓 河野繪美                          | 渭原敏明     | 今西亨            |
| 第二十三話 |          | 最強的證明        | 岡田麿里   | 佐藤順一 | 若野哲也          | 田中紀衣、西野文那                                   | 渭原敏明     | 田中紀衣          |
| 第二十四話 |          | 心之原罪 重獲新生 | 岡田麿里   | 佐藤順一 | 伊藤達文          | 坂本俊太、畑智司 鹽川貴史、大河内忍 福士真由美       | 渭原敏明     | 井上英紀          |

## 播放電視台
日本深夜動畫：下文記載的日本国内播放時間使用日本標準時間（UTC+9）表示。因為部分時間标识會採用30小时制，因此請留意这类超过24:00的时间，其實際播放時間為翌日清晨。
| 播放地區 | 播放電視台    | 播放日期               | 播放時間（UTC+9）         | 所屬聯播網 | 備註   |
| -------- | ------------- | ---------------------- | ------------------------- | ---------- | ------ |
| 東京都   | TOKYO MX      | 2014年4月21日－9月29日 | 星期一 25時35分－26時05分 | 獨立UHF局  |        |
| 京都府   | KBS京都       | 2014年4月21日－9月29日 | 星期一 25時35分－26時05分 | 獨立UHF局  |        |
| 兵庫縣   | SUN電視台     | 2014年4月21日－9月29日 | 星期一 26時00分－26時30分 | 獨立UHF局  |        |
| 愛知縣   | 愛知電視台    | 2014年4月21日－9月29日 | 星期一 26時35分－27時05分 | 東京電視網 |        |
| 日本全國 | NICONICO頻道  | 2014年4月22日－        | 星期二 12時00分 更新      | 網路電視   |        |
| 日本全國 | d Anime Store | 2014年4月22日－        | 星期二 12時00分 更新      | 網路電視   |        |
| 日本全國 | NICONICO直播  | 2014年4月22日－        | 星期二 23時00分－23時30分 | 網路電視   |        |
| 北海道   | TV北海道      | 2014年4月24日－        | 星期四 26時30分－27時00分 | 東京電視網 |        |
| 福岡縣   | TVQ九州放送   | 2014年4月24日－        | 星期四 27時30分－28時00分 | 東京電視網 |        |
| 日本全國 | AT-X          | 2014年5月10日－        | 星期六 19時30分－20時00分 | 衛星電視   | 有重播 |

## BD-BOX / DVD-BOX
| 卷 | 發售日         | 收錄話         | 規格編號  | 規格編號  |
| 卷 | 發售日         | 收錄話         | BD        | DVD       |
| -- | -------------- | -------------- | --------- | --------- |
| 1  | 2014年11月5日  | 第1話－第12話  | BIXA-9423 | BIBA-9433 |
| 2  | 2015年2月3日定 | 第13話－第24話 | BIXA-9424 | BIBA-9434 |

## 漫畫
於《月刊Comic BLADE》（Mag Garden）2014年6月號連載。漫畫為港川一臣，SATELIGHT監修。
| 冊數 | Mag Garden    | Mag Garden             |
| 冊數 | 發售日期      | ISBN                   |
| ---- | ------------- | ---------------------- |
| 1    | 2014年9月10日 | ISBN 978-4-8000-0356-0 |

## 外部連結
- 『M3 ～黑色鋼鐵～』公式網站（日語）（需要以日本IP瀏覽網站）
- M3 ～黑色鋼鐵～///MISSION MEMENTO MORI （页面存档备份，存于）（日語）
- 電視動畫『M3 ～黑色鋼鐵～』公式的X（前Twitter）（日語）

電視台、網路
- 『M3 ～黑色鋼鐵～』TOKYO MX 電視台介紹網站 （页面存档备份，存于）（日語）
- 『M3 ～黑色鋼鐵～』KBS京都電視台介紹網站 （页面存档备份，存于）（日語）
- 『M3 ～黑色鋼鐵～』AT-X電視台介紹網站 （页面存档备份，存于）（日語）
- 『M3 ～黑色鋼鐵～』NICONICO網路直播專題 （页面存档备份，存于）（日語）
- 『M3 ～黑色鋼鐵～』b-ch萬代頻道網路直播專題 （页面存档备份，存于）（日語）